# مسجد و مدرسه خازن‌الملک
مسجد و مدرسه خازن الملک مربوط به دوره قاجار است و در تهران، خیابان ۱۵ خرداد، کوچه سید ولی، امامزاده سید ولی واقع شده و این اثر در تاریخ ۲۵ مهر ۱۳۸۳ با شمارهٔ ثبت ۱۱۲۰۷ به‌عنوان یکی از آثار ملی ایران به ثبت رسیده است.
این مسجد از کارهای خیریه محمدرحیم خازن‌الملک ، صندوقدار و رختدار ناصرالدین شاه، متولد سال ۱۲۳۱ قمری (۱۱۹۵ خورشیدی) و متوفی به سال ۱۳۱۱ قمری (۱۲۷۲ خورشیدی) می‌باشد.

## نگارخانه

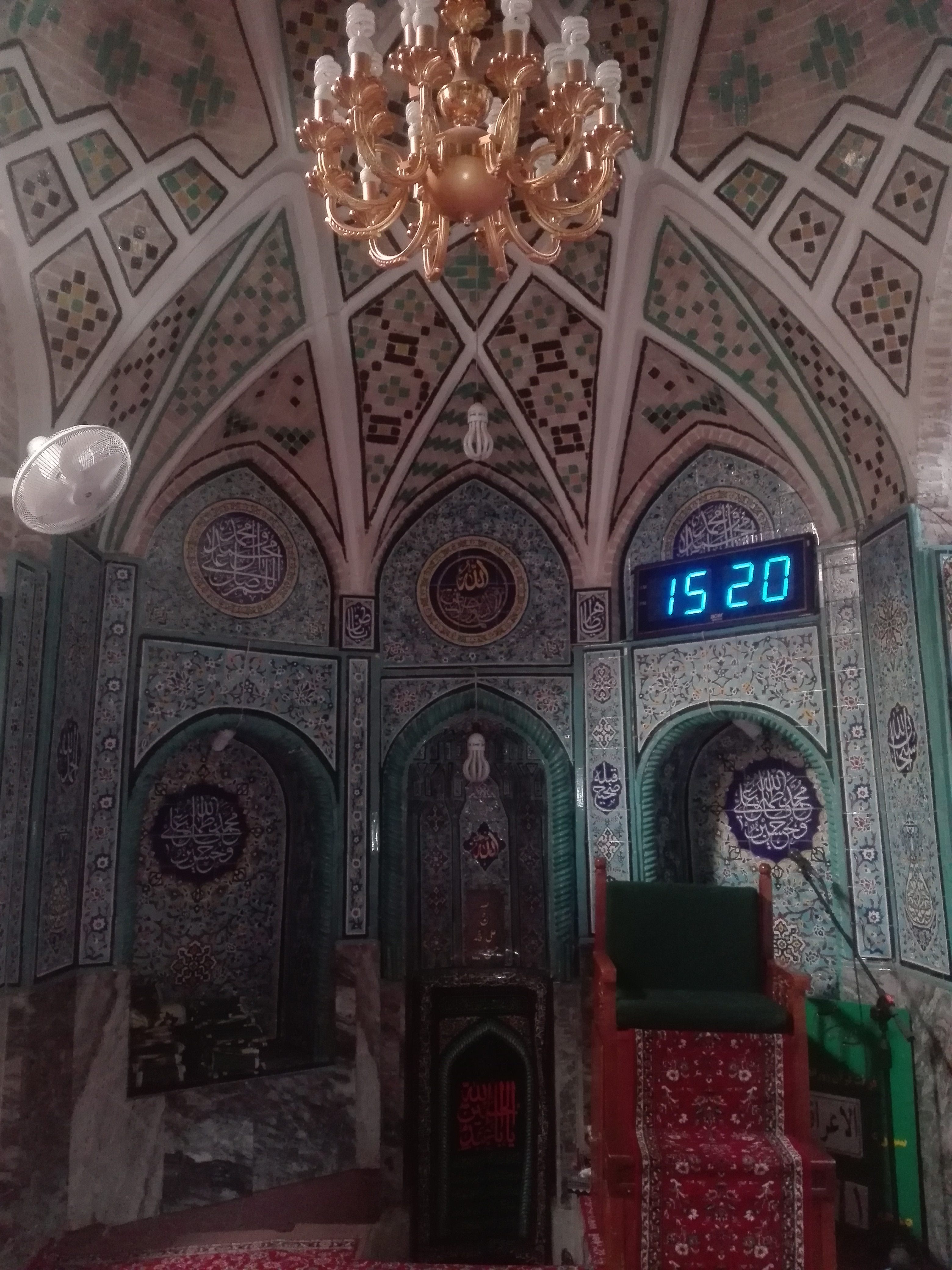
مسجد خازن الملک
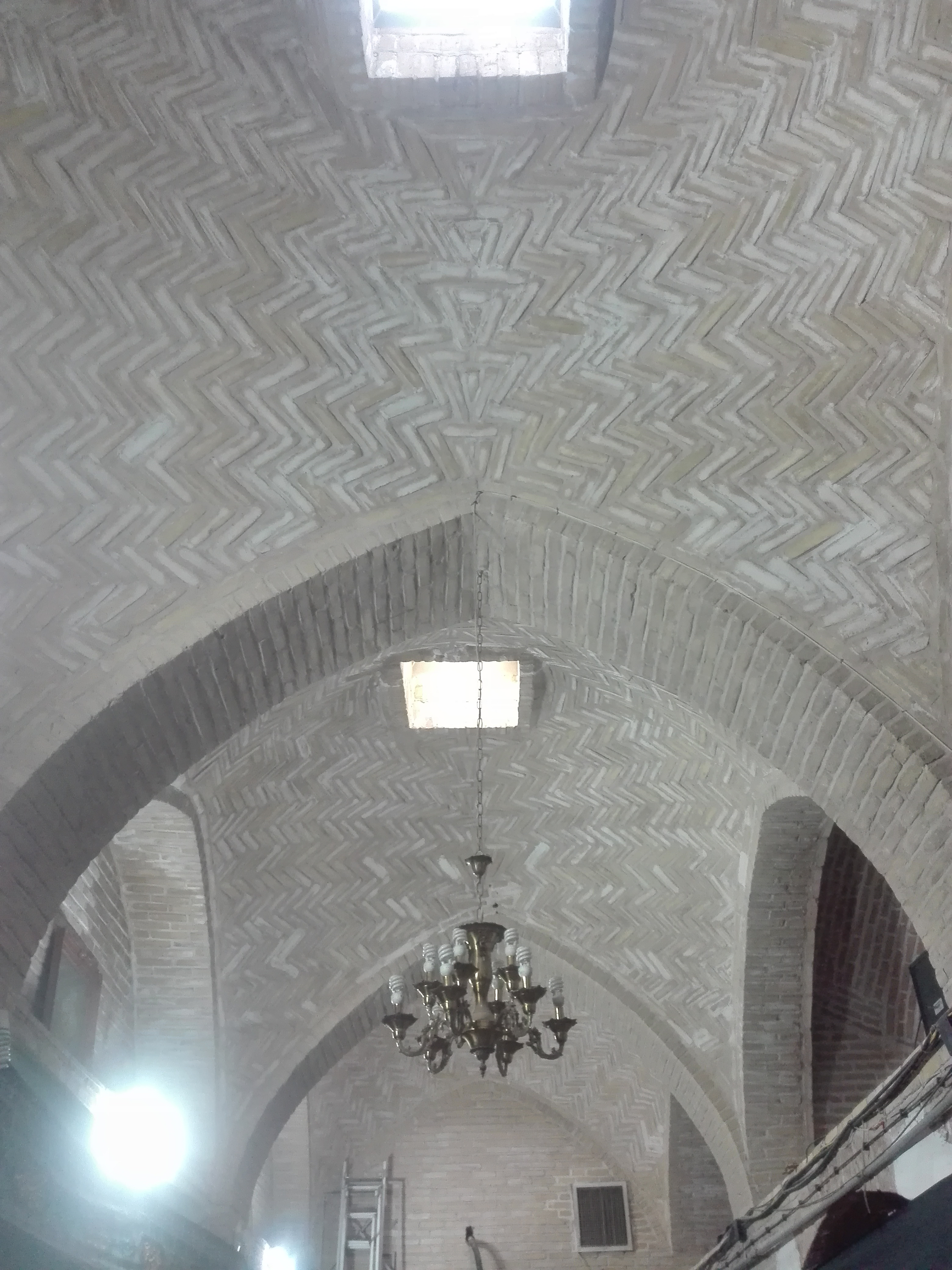
مسجد خازن الملک
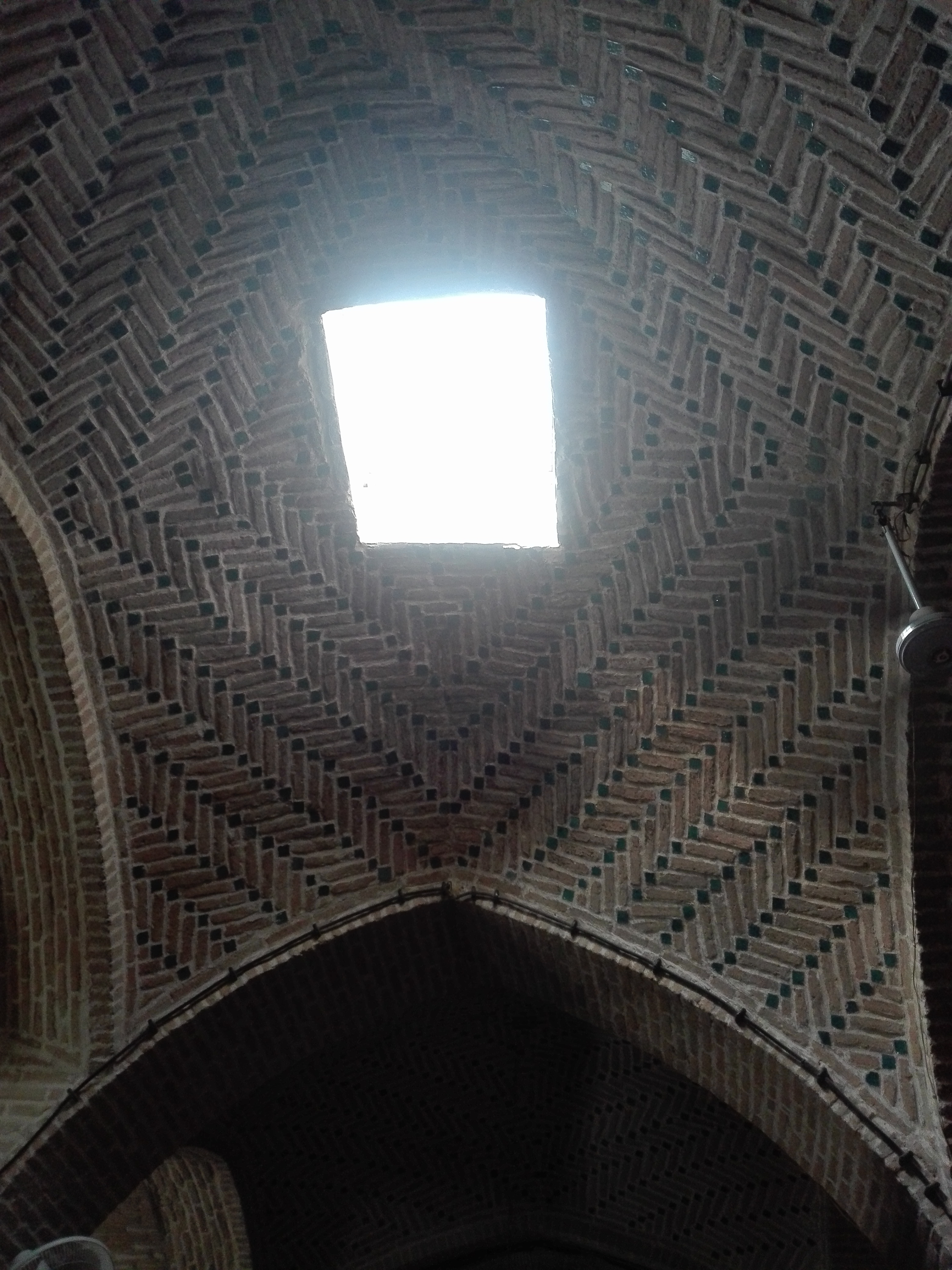
مسجد خازن الملک